# Gran Premi de Mèxic del 2015
El Gran Premi de Mèxic de Fórmula 1 de la temporada 2015 s'ha disputat al circuit Autòdrom Hermanos Rodríguez, del 30 d'octubre a l'1 de novembre del 2015.

## Resultats de la qualificació
| Pos                  | No | Pilot             | Constructor             | Part 1       | Part 2   | Part 3   | Sortida |
| -------------------- | -- | ----------------- | ----------------------- | ------------ | -------- | -------- | ------- |
| 1                    | 6  | Nico Rosberg      | Mercedes                | 1:20.436     | 1:20.053 | 1:19.480 | 1       |
| 2                    | 44 | Lewis Hamilton    | Mercedes                | 1:20.808     | 1:19.829 | 1:19.668 | 2       |
| 3                    | 5  | Sebastian Vettel  | Ferrari                 | 1:20.503     | 1:20.045 | 1:19.850 | 3       |
| 4                    | 26 | Daniil Kvyat      | Red Bull Racing-Renault | 1:20.826     | 1:20.490 | 1:20.398 | 4       |
| 5                    | 3  | Daniel Ricciardo  | Red Bull Racing-Renault | 1:21.166     | 1:20.783 | 1:20.399 | 5       |
| 6                    | 77 | Valtteri Bottas   | Williams-Mercedes       | 1:20.817     | 1:20.458 | 1:20.448 | 6       |
| 7                    | 19 | Felipe Massa      | Williams-Mercedes       | 1:21.379     | 1:20.642 | 1:20.567 | 7       |
| 8                    | 33 | Max Verstappen    | Toro Rosso-Renault      | 1:20.995     | 1:20.894 | 1:20.710 | 8       |
| 9                    | 11 | Sergio Pérez      | Force India-Mercedes    | 1:20.966     | 1:20.669 | 1:20.716 | 9       |
| 10                   | 27 | Nico Hülkenberg   | Force India-Mercedes    | 1:21.315     | 1:20.935 | 1:20.788 | 10      |
| 11                   | 55 | Carlos Sainz, Jr. | Toro Rosso-Renault      | 1:20.960     | 1:20.942 |          | 11      |
| 12                   | 8  | Romain Grosjean   | Lotus-Mercedes          | 1:21.577     | 1:21.038 |          | 12      |
| 13                   | 13 | Pastor Maldonado  | Lotus-Mercedes          | 1:21.520     | 1:21.261 |          | 13      |
| 14                   | 9  | Marcus Ericsson   | Sauber-Ferrari          | 1:21.299     | 1:21.544 |          | 14      |
| 15                   | 7  | Kimi Räikkönen    | Ferrari                 | 1:21.422     | 1:22.494 |          | 191     |
| 16                   | 14 | Fernando Alonso   | McLaren-Honda           | 1:21.779     |          |          | 182     |
| 17                   | 12 | Felipe Nasr       | Sauber-Ferrari          | 1:21.788     |          |          | 15      |
| 18                   | 53 | Alexander Rossi   | Marussia-Ferrari        | 1:24.136     |          |          | 16      |
| 19                   | 28 | Will Stevens      | Marussia-Ferrari        | 1:24.386     |          |          | 17      |
| 107% Temps: 1:26.067 |    |                   |                         |              |          |          |         |
| —                    | 22 | Jenson Button     | McLaren-Honda           | Sense temps3 |          |          | 20      |
| Font:                |    |                   |                         |              |          |          |         |

Notes:
- ^1  — Kimi Räikkönen fou penalitzat amb 14 posicions a la graella de sortida per excedir el nombre de canvis permesos en la seva unitat de potència i 5 posicions més per substituir la caixa de canvi.[3][4]
- ^2  — Fernando Alonso fou penalitzat amb 10 posicions per canviar el motor i 5 més per substituir la caixa de canvi.[5][6]
- ^3  — Jenson Button no va disputar la Q1 però va rebre el permís dels comissaris per disputar la cursa.[7] Adicionalment va rebre 70 llocs de penalització (per múltiples penalitzacions) per fer canvis en el seu motor i la caixa de canvi.[8][9][10][11]

## Resultats de la Cursa
| Pos   | No | Pilot             | Constructor             | Voltes | Temps / Retirada | Pos.Sortida | Punts |
| ----- | -- | ----------------- | ----------------------- | ------ | ---------------- | ----------- | ----- |
| 1     | 6  | Nico Rosberg      | Mercedes                | 71     | 1h 42' 35. 038   | 1           | 25    |
| 2     | 44 | Lewis Hamilton    | Mercedes                | 71     | + 1.954 s        | 2           | 18    |
| 3     | 77 | Valtteri Bottas   | Williams-Mercedes       | 71     | + 14.592 s       | 6           | 15    |
| 4     | 26 | Daniil Kvyat      | Red Bull Racing-Renault | 71     | + 16.572 s       | 4           | 12    |
| 5     | 3  | Daniel Ricciardo  | Red Bull Racing-Renault | 71     | + 19.682 s       | 5           | 10    |
| 6     | 19 | Felipe Massa      | Williams-Mercedes       | 71     | + 21.493 s       | 7           | 8     |
| 7     | 27 | Nico Hülkenberg   | Force India-Mercedes    | 71     | + 25.860 s       | 10          | 6     |
| 8     | 11 | Sergio Pérez      | Force India-Mercedes    | 71     | + 34.343 s       | 9           | 4     |
| 9     | 33 | Max Verstappen    | Toro Rosso-Renault      | 71     | + 35.229 s       | 8           | 2     |
| 10    | 8  | Romain Grosjean   | Lotus-Mercedes          | 71     | + 37.934 s       | 12          | 1     |
| 11    | 13 | Pastor Maldonado  | Lotus-Mercedes          | 71     | + 38.538 s       | 13          |       |
| 12    | 9  | Marcus Ericsson   | Sauber-Ferrari          | 71     | + 40.180 s       | 14          |       |
| 13    | 55 | Carlos Sainz, Jr. | Toro Rosso-Renault      | 71     | + 48.772 s       | 11          |       |
| 14    | 22 | Jenson Button     | McLaren-Honda           | 71     | + 49.214 s       | 20          |       |
| 15    | 53 | Alexander Rossi   | Marussia-Ferrari        | 69     | + 2 Voltes       | 16          |       |
| 16    | 28 | Will Stevens      | Marussia-Ferrari        | 69     | + 2 Voltes       | 17          |       |
| Ret   | 12 | Felipe Nasr       | Sauber-Ferrari          | 57     | Frens            | 15          |       |
| Ret   | 5  | Sebastian Vettel  | Ferrari                 | 50     | Accident         | 3           |       |
| Ret   | 7  | Kimi Räikkönen    | Ferrari                 | 21     | Col·lisió        | 19          |       |
| Ret   | 14 | Fernando Alonso   | McLaren-Honda           | 1      | Motor            | 18          |       |
| Font: |    |                   |                         |        |                  |             |       |